# Kanadische Goldrute
Die Kanadische Goldrute (Solidago canadensis) ist eine Pflanzenart in der Unterfamilie der Asteroideae innerhalb der Familie der Korbblütler (Asteraceae). Sie ist natürlicherweise in Nordamerika verbreitet und gilt in Europa, Australien und Neuseeland als invasive Art, die manche heimische Arten verdrängt.

## Beschreibung und Ökologie

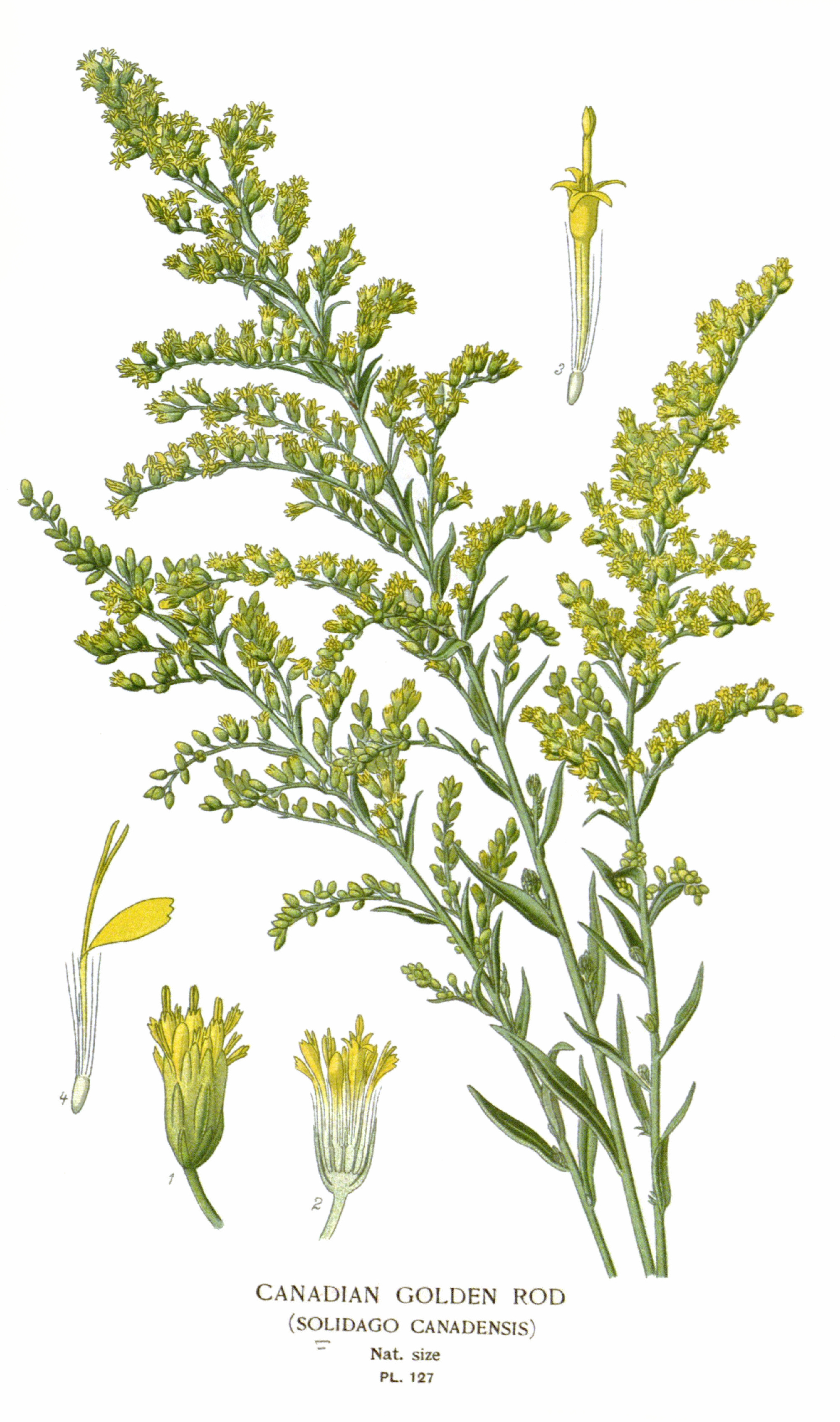
Illustration

### Vegetative Merkmale
Die Kanadische Goldrute wächst als ausdauernde krautige Pflanze und erreicht Wuchshöhen zwischen 50 und 200, in Ausnahmefällen bis zu 250 Zentimetern. Der Stängel ist aufrecht, rund, unverzweigt und im oberen Bereich dicht beblättert. Er ist anfangs dicht abstehend kurz behaart, verkahlt jedoch mit zunehmender Reife an der Basis.

Die Laubblätter sind wechselständig angeordnet, lanzettlich geformt, werden zur Spitze hin schmäler und besitzen einen gesägten Blattrand im vorderen Bereich. Die Blattunterseite ist wie der Stängel kurz behaart. Die Blätter der unteren Stängelregion sind gestielt, während die weiter oben sitzenden Blätter sitzend und kleiner ausgebildet sind. Die Pflanze bildet kriechende Rhizome aus, die eine schnelle vegetative Vermehrung ermöglichen und zur dichten Bestandsbildung führen. Zusätzlich ist Solidago canadensis sehr regenerationsfähig: Selbst nach Rückschnitt oder Ausgraben treibt sie aus verbliebenen Rhizomfragmenten erneut aus, was eine effektive Bekämpfung erschwert.

### Generative Merkmale
Die Kanadische Goldrute bildet zahlreiche, einseitswendige, deutlich gestielte, gelbe Blütenkörbchen auf der Oberseite der Rispenzweige. Die Rispenäste sind bogig gekrümmt. Der Gesamtblütenstand ist pyramidenförmig aufgebaut und besteht aus einer rispigen Endblüte mit nach oben gerichteten Köpfchen, die einen Durchmesser von 3 bis 5 mm aufweisen. Der Köpfchenboden ist kahl. Die Blütezeit reicht von September bis Oktober. Die Zungenblüten überragen die Blütenhülle nicht und sind kaum länger als die Röhrenblüten. Die Hüllblätter sind 2–4 mm lang, dünn, gelblich, dachziegelig angeordnet und spitz bis lang zugespitzt.
Eine einzelne Pflanze kann bis zu 19.000 Samen ausbilden. Diese werden als flugfähige Achänen mit einem Pappus weit verbreitet. Die Bestäubung erfolgt hauptsächlich durch Fliegen, Schwebfliegen und Falter.
Die Chromosomenzahl beträgt 2n = 18 oder 54.

## Systematik und ähnliche Arten
Solidago canadensis variiert stark. Häufig handelt es sich um die Solidago canadensis var. altissima. Allgemein weichen die Sippen in Europa durch zahlreiche Bearbeitung von der echten nordamerikanischen Art erheblich ab. Sie werden deshalb auch als Solidago anthropogena H.Scholz ined. bezeichnet.
Die Kanadische Goldrute kann mit der, meist kleineren, Riesen-Goldrute (Solidago gigantea) verwechselt werden. Diese hat bis kurz unter den Blütenstand einen kahlen Stängel, während die Kanadische Goldrute spätestens ab dem Bereich der ersten Blätter behaart ist.

## Vorkommen
Die Kanadische Goldrute stammt aus Nordamerika und ist vor 1648 nach Paris gekommen. Solidago canadensis var. altissima ist seit 1644 in Europa nachweisbar. Ursprünglich kommt sie in Kanada und in den östlichen und zentralen Vereinigten Staaten vor. Stärkere Verbreitung in den Gärten fand diese Art erst im 19. Jahrhundert. Seit dieser Zeit tritt sie auch als Neophyt in Europa auf. Sie ist aber auch ein Neophyt in Australien und in Neuseeland.
In großen Kolonien wächst sie auf brachliegenden Äckern und Bahnanlagen. Es handelt sich um eine Ruderalpflanze, die als Standort Schutt, Schläge und Ufer, aber auch Gewässerränder und Auwälder bevorzugt. Insbesondere wächst sie auf tiefgründigen Sand-, Ton- und Lehmböden.
Dieser eingebürgerte Neophyt ist in ganz Europa bis in Höhenlagen von über 1200 Metern anzutreffen. Sie ist in Mitteleuropa eine Charakterart der Klasse Artemisietea und kommt hier besonders in Gesellschaften der Verbände Senecion fluviatilis und Aegopodion podagrariae sowie auch der Ordnungen Onopordetalia oder Arrhenatheretalia vor.

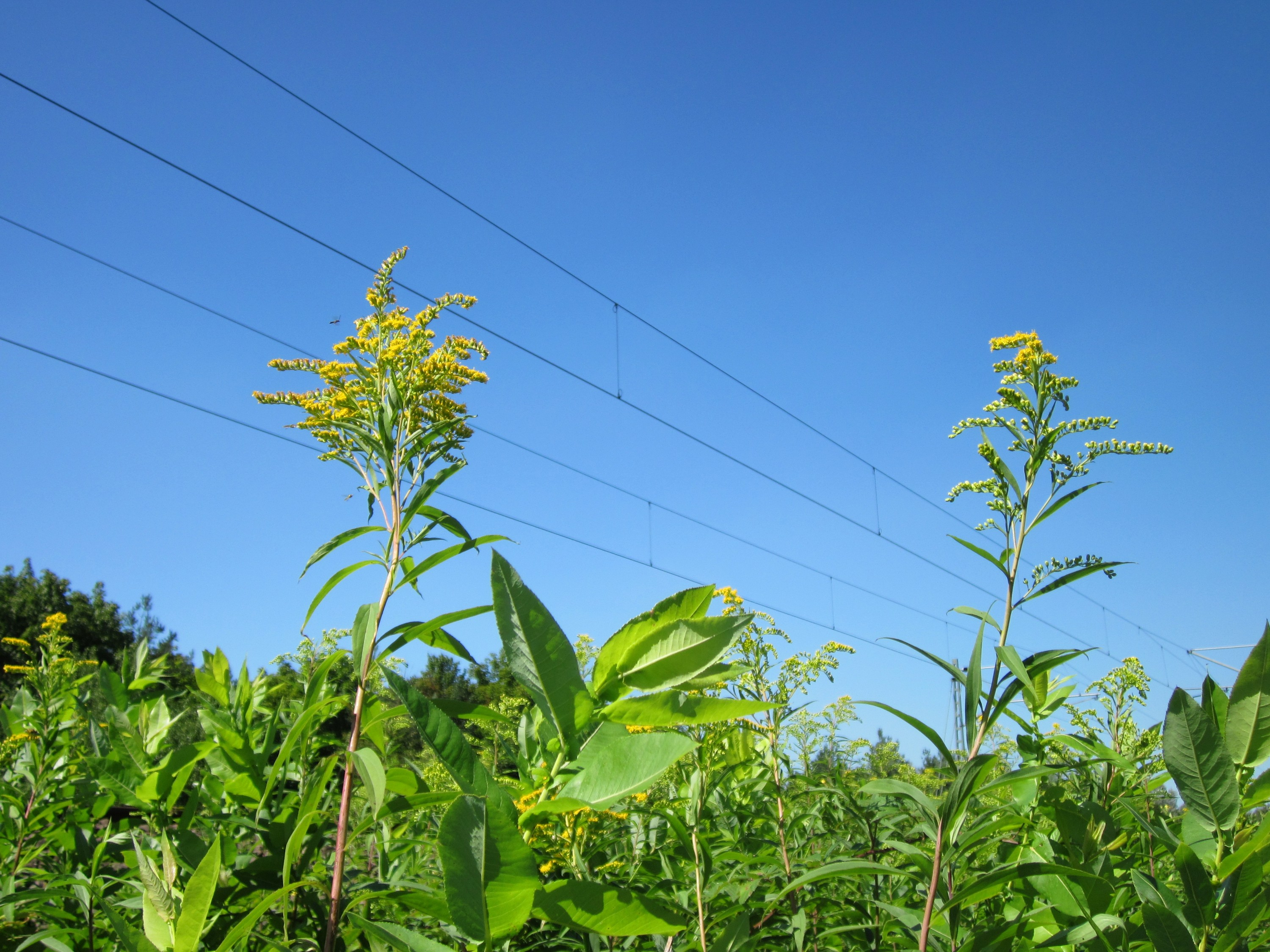
Typische Vegetation an einem Bahndamm

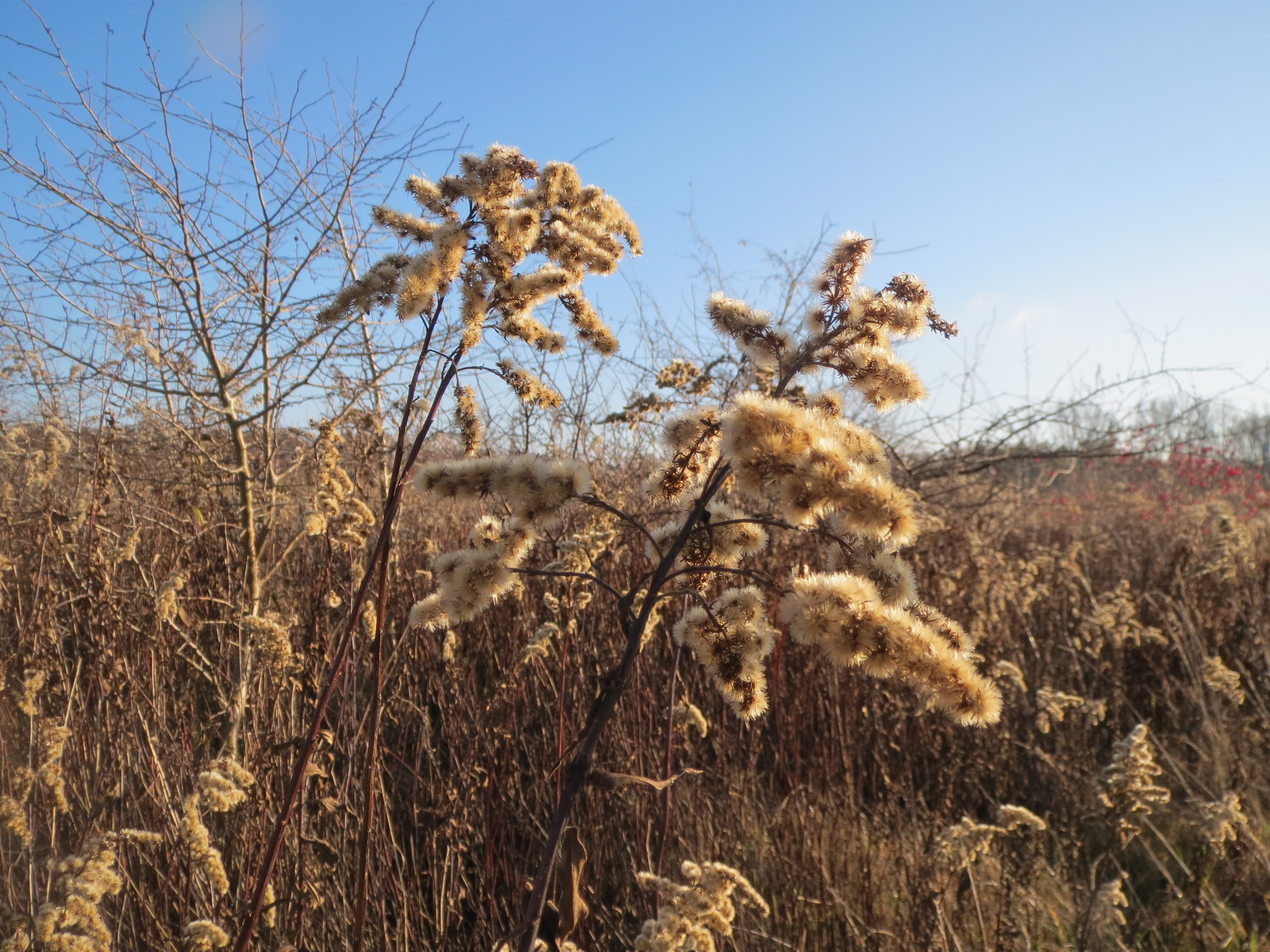
Fruchtstand im Winter

## Kanadische Goldrute als invasiver Neophyt
Die Kanadische Goldrute wird als invasiver (und damit problematischer) Neophyt eingeordnet, da die wuchskräftige Zierpflanze durch die Verwilderung eine große ökologische Auswirkung hat. Sie breitet sich auf Trockenrasen- und Brachflächen, etwa entlang von Bahnstrecken, stark aus.
In wärmeren Regionen und z. B. in Ackerweinbergen oder Magerrasen beeinflussen die Dominanzbestände des Neophyten den Ablauf der Sukzession und verdrängen somit die einheimischen, lichtliebenden Pflanzen. Besonders Pflanzen mit einem sehr engen Standortschwankungsbereich sind bedroht. Daraus folgt die Gefährdung von Tierarten, die diese Pflanzen als Nahrung benötigen. Auf der anderen Seite dient die kanadische Goldrute als Nahrungsgrundlage für diejenigen Tiere, die sich an ihr Vorkommen angepasst haben. Die Verbreitung erfolgt durch Samen, Goldruten-Arten können bis zu 19.000 Samen pro Stängel produzieren. Das Verdrängungspotential der kanadischen Goldrute äußert sich auch durch unterirdische Ausläufer, die große Flächen erobern.
Die Ausbreitung der kanadischen Goldrute beschleunigt somit den Artenwandel erheblich. Die Etablierung dieses weitverbreiteten Neophyten wird durch bereits vorhandene Störungen und Landschaftsschäden ermöglicht.
In der Schweiz wurde sie in die Schwarze Liste der invasiven Neophyten aufgenommen und der Freisetzungsverordnung unterstellt.

## Nutzung
Die Kanadische Goldrute wird als Zierpflanze und Bienenweide kultiviert.
Ihr Haupteinsatzgebiet in der Heilkunde ist der Nieren-Blasen-Apparat. Sie wirkt stark harntreibend.
Kanadische Goldrute kann als Färberpflanze verwendet werden. Dabei kann die gesamte Pflanze zum Färben eingesetzt werden. Die gefärbten Stoffe haben je nach Beizung eine braun-gelbe bis goldene Ausprägung. Der durchschnittliche Farbstoffgehalt der Kanadischen Goldrute beträgt 0,5 bis 4 Prozent der Trockenmasse. Die Hauptfarbstoffe sind Quercetin und Astragalin. Die Wasch- und Lichtechtheit liegt auf dem gleichen Niveau wie etwa Färber-Wau und wird der Kategorie „mittel“ zugeordnet.

## Bekämpfung
Goldrute wirksam zu bekämpfen, ist keine leichte Aufgabe, für die man außerdem Geduld braucht. Es gibt verschiedene Möglichkeiten, die Goldrute loszuwerden:
Man mähe die Staude mehrmals und regelmäßig vor der Blüte bis auf kurz über dem Boden ab.
Man grabe sämtliche Rhizome und Wurzeln aus; aber Vorsicht, Goldruten treiben selbst aus kleinsten Wurzelteilen wieder aus.
Man schneide die Pflanze herunter und bedecke den Pflanzbereich mit einer für UV-Licht undurchlässigen Folie.
Diese sollte man im Frühjahr ausbringen und mindestens drei Monate liegen lassen.
Anschließend entferne man die abgestorbenen Pflanzenteile.
Diese effektive Methode hat jedoch den Nachteil, dass auch andere Pflanzen mit abgetötet werden, und eignet sich daher eher nur für kleine Flächen.
Um ein Aufkommen der Goldrute zu verhindern, ist es wichtig, brachliegende Flächen (Acker, Wegränder, Bachufer etc.) einzusäen, um der Pflanze keine Wachstumsmöglichkeit zu geben.
Einen bereits vorhandenen Bestand zu bekämpfen, ist wegen der hohen Regenerationsfähigkeit der Arten sehr schwierig. Erfolgschancen sind nur gegeben, wenn die Maßnahmen über mehrere Jahre hinweg vollzogen werden. Bei der Bekämpfung der Goldrute ist zum einen die Samenbildung bzw. Samenausbreitung zu verhindern, zum anderen müssen die Rhizome der vorhandenen Pflanzen so weit geschwächt werden, dass der Bestand zurückgedrängt werden kann. Dies lässt sich durch Mahd erreichen, dabei muss der Schnitt möglichst kurz erfolgen. Durch die anfänglichen Mahden wird der Neuaustrieb erhöht. Ein einmaliger Schnitt vor der Blüte kann zwar das Aussamen verhindern, schwächt die Pflanze aber kaum, es muss daher öfters gemäht werden. Prinzipiell kann das Schnittgut auf der Fläche verbleiben, ein Abtransport fördert aber die Rückentwicklung zur standortsgerechten Vegetation. Zudem ist darauf zu achten, dass tatsächlich jede einzelne Goldrute auf der betreffenden Fläche vernichtet wird, so dass nicht von diesem Punkt aus eine erneute Ausbreitung stattfinden kann. Ebenfalls sollte bei den durchgeführten Maßnahmen die Bodenverletzung möglichst gering gehalten werden (d. h., die Maßnahmen möglichst bei trockenem Wetter durchgeführt werden), da der Goldrute sonst an den offenen Stellen die Wiederbesiedlung sogar erleichtert würde.
Andere Möglichkeiten zur Bekämpfung sind das Ausstechen, das Fräsen oder auch das Zudecken von Beständen mit UV-undurchlässiger Folie (mindestens drei Monate), alle diese Maßnahmen schädigen allerdings auch die Begleitvegetation.